# 野本ほたる
野本 ほたる（のもと ほたる、1997年2月20日 - ）は、日本の女優。東京都出身。mitt management所属。

## 経歴
2005年ごろから芸能生活を行い、テレビ番組にCMに映画や舞台にまで活躍の場を広げて、2009年度から小野ひまわりに代わって「はっけん たいけん だいすき!しまじろう」にレギュラー出演。2代目のお姉さんとなった。
2016年、ミュージカル『美少女戦士セーラームーン』で主役のセーラームーン/月野うさぎ役に選ばれる 。
2019年7月31日をもって、16年間所属していた砂岡事務所を退所したことを自身のTwitterで報告した。その後、mitt management所属となったことを2020年10月18日にTwitterで報告した。

## 出演

### テレビドラマ
- ウルトラマンマックス 第25話「遥かなる友人」（2005年、CBC/円谷プロ） - 亜由 役
- 土曜ドラマ ひとがた流し（2007年12月、NHK総合）

### アニメ・子供向け番組
- はっけん たいけん だいすき! しまじろう→しまじろうヘソカ（2009年4月 - 2011年3月 、テレビ東京）

### Webアニメ
- 少女☆寸劇 オールスタァライト（2019年、雪代晶[6]）

### ゲーム
- 少女☆歌劇 レヴュースタァライト -Re LIVE-（2018年、雪代晶[7]）

### CM
- キリングリーンフラワー「ここち開花」
- ECCジュニア
- ナイキ

### テレビ番組
※はインターネット配信。
- 加藤里保菜と野本ほたるの声道（2020年 - 、ニコニコ生放送※）

### 映画
- 歩いても 歩いても（2008年） - 片岡さつき 役
- 告白（2010年）- 松川早紀 役

### 舞台
- 銀河鉄道の夜
- モーツァルト!（2007年） - アマデ 役
- 魔法使いサリー（2008年）
- 劇団ひまわり ミュージカル『モモ』（2011年） - 主演・モモ 役[注釈 1]
- 劇団ひまわり創立60周年記念公演『アンネ』（2011年） - 主演・アンネ・フランク 役
- ミュージカル「美少女戦士セーラームーン -Amour Eternal-」 - 主演・セーラームーン / 月野うさぎ 役
  - 東京公演（2016年10月15日 - 23日、AiiA 2.5 Theater Tokyo
  - 福岡公演（2016年10月29日 - 30日、福岡・キャナルシティ劇場）
  - 大阪公演（2016年11月3日 - 5日、大阪・サンケイホールブリーゼ）
  - 北海道公演（2017年3月11日 - 12日、恵庭市民会館大ホール）
- 舞台「けものフレンズ」（2017年6月14日 - 18日、品川プリンスホテルクラブeX） - オカピ 役
- ミュージカル「美少女戦士セーラームーン -Le Mouvement Final-」 - 主演・セーラームーン / 月野うさぎ 役
  - 東京公演（2017年9月8日 - 18日、AiiA 2.5 Theater Tokyo）
  - 愛知公演（2017年9月23日 - 24日、アイプラザ豊橋）
  - 大阪公演（2017年9月29日 - 10月1日、梅田芸術劇場 シアター・ドラマシティ）
- 舞台「けものフレンズ」再演（2018年1月13日 - 21日、AiiA 2.5 Theater Tokyo） - オカピ 役
- NAPPOS PRODUCE「グッド・バイ」（2018年）  - 山崎富栄 役
- 舞台「かくりよの宿飯」（2018年） - ヒロイン・津場木葵 役
  - 東京公演（2018年9月5日 - 9日、新宿・シアターサンモール）
  - 福岡公演（2018年9月13日 - 16日、福岡・西鉄ホール）
- 舞台「けものフレンズ」2～ゆきふるよるのけものたち～（2018年11月8日 - 18日、品川プリンスホテル クラブeX） - オカピ 役
- 舞台「遙かなる時空の中で3」（2018年12月6日 - 10日、紀伊國屋サザンシアター TAKASHIMAYA / 12月14日 - 16日、サンケイホール ブリーゼ） - 梶原朔 役
- 舞台「かくりよの宿飯 折尾屋編」（2019年7月17日 - 21日、俳優座劇場） - ヒロイン・津場木葵 役
- 舞台けものフレンズ「JAPARI STAGE!」～おおきなみみとちいさなきせき～（2019年9月27日 - 10月6日、品川プリンスホテル クラブeX） - オカピ 役
- 舞台「憂国のモリアーティ」 - ミス・ハドソン 役
  - 2020年1月10日 - 19日、EX THEATER ROPPONGI / 1月31日 - 2月2日、シアター・ドラマシティ
  - case 2（2021年7月23日 - 8月1日、新国立劇場 中劇場）
- 舞台「炎炎ノ消防隊」（2020年7月31日 - 8月2日、梅田芸術劇場シアター・ドラマシティ / 8月7日 - 9日、KT Zepp Yokohama）- プリンセス火華 役
- 舞台版 誰ガ為のアルケミスト 〜宛名ノナイ光〜（2020年10月7日 - 11日、LIVE配信(RELIVE360、FanStream)） - カヤ 役
- 少女☆歌劇 レヴュースタァライト - 雪代晶 役
  - -The LIVE 青嵐- BLUE GLITTER（2020年12月18日 - 27日、天王洲 銀河劇場）[9]
  - -The LIVE エーデル- Delight（2022年2月18日 - 27日、天王洲 銀河劇場） - 主演[10]
  - -The STAGE 中等部- Regalia（2022年10月14日 - 24日、飛行船シアター）[11]
  - -The LIVE- #4 Climax（2023年2月25日 - 28日、東京建物 Brillia HALL）[12]
  - -Re LIVE- Reading Theatre 第三弾「ロイヤルリテイナー」（2023年4月1日 - 2日、科学技術館　サイエンスホール）[13]
  - -Edel Bühne- ～朗読劇 エリュシオン 神世の章～（2024年4月27日 - 28日、Theater Mixa（シアターミクサ））[14]
- 舞台「遙かなる時空の中で3 十六夜記」（2021年1月22日 - 31日、サンシャイン劇場） - 梶原朔 役
- 舞台「アサルトリリィ 御台場女学校 the singular ability」（2021年8月20日 - 29日、新宿 紀伊國屋ホール） - 横山梓 役[15]
- 舞台 「女王演義」(2021年10月23日～31日) -西太后慈禧(ツーシー)-
- ピウス×De-LIGHT「ミライの扉」（2022年11月18日 - 27日、中野ザ・ポケット） - 川田エリ 役
- 舞台「遙かなる時空の中で3 Ultimate」（2023年4月23日 - 30日、こくみん共済 coop ホールスペース・ゼロ） - 梶原朔 役
- 舞台『トワツガイ』（2023年6月16日 - 25日、サンシャイン劇場）- ツル 役 [16]
  - 舞台『トワツガイ Ⅱ』（2024年7月18日 - 23日、大手町三井ホール）[17]
- 舞台「アキバ冥途戦争〜浪速喰い倒れ狂騒曲〜」（2023年9月6日 - 10日、博品館劇場）- 万年嵐子 役[18]
- 超次元ミュージカル『ネプテューヌ』（2023年9月23日 - 10月1日、CBGKシブゲキ!!） - マジェコンヌ 役
- 魔法歌劇 アルマギア〜Episode.0〜（2023年11月2日 - 5日、シアター1010） - バジス・バジス 役
- リーディングアクト『メモランダム No.136』（2023年12月21日、紀伊國屋ホール） - スザンヌ 役[19][20]
- 朗読劇舞台『永久保貴一の極めて怖い話 2024』（2024年8月10日、浅草花劇場）[21]
- 朗読劇『夢から醒めない夢を見よ。』（2024年9月13日、シアター・アルファ東京）[22]
- 笑いの実践集団 vol.2 リーディングアクト『他人地獄』〜ジャン＝ポール・サルトル『出口なし』より〜（2024年10月4日 - 6日、シアター・アルファ東京）[23]
- 超ハジケステージ☆ボボボーボ・ボーボボ（2024年10月23日 - 10月31日、シアター1010） -  ブブブーブ・ブーブブ役
- 聖剣伝説3 TRIALS of MANA THE STAGE（2025年3月7日 - 16日、サンシャイン劇場 / 4月4日 - 6日、COOL JAPAN PARK OSAKA TTホール） - 美獣イザベラ 役[24][25]
- コントステージ『ミットたうん』（2025年5月24日・25日、CBGKシブゲキ!!）[26]
- 舞台『魔法使いの約束』きみに花を、空に魔法を 前編（2025年9月6日 - 23日〈予定〉、天王洲 銀河劇場 / 9月28日 - 10月5日〈予定〉、東京建物 Brillia HALL 箕面 大ホール） - バイオレット 役[27]

## ディスコグラフィ

### キャラクターソング
| 発売日         | 商品名                                                                   | 歌 | 楽曲                                                | 備考                                                                     |
| -------------- | ------------------------------------------------------------------------ | --- | --------------------------------------------------- | ------------------------------------------------------------------------ |
| 2019年2月27日  | プラチナ・フォルテ                                                       | シークフェルト音楽学院 | 「プラチナ・フォルテ」 「ディスカバリー！」         | ゲーム『少女☆歌劇 レヴュースタァライト -Re LIVE-』関連曲                 |
| 2019年2月27日  | プラチナ・フォルテ                                                       | 雪代晶（野本ほたる）、夢大路栞（遠野ひかる）                                                                                       | 「Rose Poems」                                      | ゲーム『少女☆歌劇 レヴュースタァライト -Re LIVE-』関連曲                 |
| 2019年10月16日 | 少女☆歌劇 レヴュースタァライト レヴューアルバム ラ・レヴュー・エターナル | 愛城華恋（小山百代）、神楽ひかり（三森すずこ）、雪代晶（野本ほたる）                                                               | 「逆境のオリオン」                                  | ゲーム『少女☆歌劇 レヴュースタァライト -Re LIVE-』関連曲                 |
| 2020年9月23日  | イニシャル                                                               | 愛城華恋（小山百代）、神楽ひかり（三森すずこ）、雪代晶（野本ほたる）、大月あるる（潘めぐみ）、巴珠緒（楠木ともり）                 | 「イニシャル」                                      | ゲーム『少女☆歌劇 レヴュースタァライト -Re LIVE-』関連曲                 |
| 2022年4月20日  | Delight to me！【Delight ver.】                                          | シークフェルト音楽学院 | 「Delight to me！」                                 | 舞台『少女☆歌劇 レヴュースタァライト -The LIVE エーデル- Delight』関連曲 |
| 2022年4月20日  | Delight to me！【Delight ver.】                                          | シークフェルト音楽学院、青嵐総合芸術院、西條クロディーヌ（相羽あいな）、夢大路文（倉知玲鳳）、胡蝶静羽（佐々木未来）               | 「Everlasting Show to the SHOW！」                  | 舞台『少女☆歌劇 レヴュースタァライト -The LIVE エーデル- Delight』関連曲 |
| 2022年4月20日  | Delight to me！【エーデル ver.】                                         | シークフェルト音楽学院 | 「Everlasting Show to the SHOW！〜エーデル ver.〜」 | 舞台『少女☆歌劇 レヴュースタァライト -The LIVE エーデル- Delight』関連曲 |
| 2022年9月21日  | レヴューアルバム アルカナ・アルカディア                                  | 雪代晶（野本ほたる）、リュウ・メイファン（竹内夢）、巴珠緒（楠木ともり）、神楽ひかり（三森すずこ）、西條クロディーヌ（相羽あいな） | 「永遠ハ死シテ生キル」                              | ゲーム『少女☆歌劇 レヴュースタァライト -Re LIVE-』関連曲                 |

### ユニットメンバー
1. 1 2 3 4  雪代晶（野本ほたる）、鳳ミチル（尾崎由香）、リュウ・メイファン（竹内夢）、鶴姫やちよ（工藤晴香）、夢大路栞（遠野ひかる）
2. ↑  柳小春（七木奏音）、南風涼（佃井皆美）、穂波氷雨（門山葉子）